# Egbert Lammers
Egbert Lammers (* 30. Juli 1908 in Berlin; † 26. März 1996 in Piesenkam, Gemeinde Waakirchen) war ein deutscher Maler und Glasmaler.

## Leben
Egbert Lammers war der älteste von drei Söhnen von Aloys Lammers (1877–1966) und dessen Frau Helene, geb. Küchenhoff (1883–1968). Von 1925 bis 1933 hatte der Vater das Amt des Staatssekretärs im Preußischen Kultusministeriums inne. In dieser Zeit entwickelten sich über den wöchentlich abgehaltenen Salon der Familie Beziehungen zu Künstlern, die für Egbert Lammers wegweisende Bedeutung annehmen sollten. So pflegte er einen jahrelangen Austausch mit dem Bildhauer Edwin Scharff (1887–1955) und dem Maler Friedrich Ahlers-Hestermann (1883–1973). Auf diesen väterlichen Bekanntenkreis ging auch Egbert Lammers früher Kontakt zu Gottfried Heinersdorff (1883–1941) zurück, der als ein Reformer der deutschen Glasmalerei gilt.
Sein erster wichtiger Zeichenlehrer war William Straube. Nach dem Abitur in Berlin am Prinz-Heinrich-Gymnasium studierte er Philosophie und Kunstgeschichte in Berlin, Tübingen und Bonn. Er besuchte zudem die private Kunstschule von Willi Jaeckel, zur Korrektur bei Hans Purrmann, später war er Schüler von Eugen Spiro. In den Semesterferien unternahm er Reisen nach Südfrankreich mit dem Maler Merveldt. In Berlin wurde er als Student aktives Mitglied des katholischen Studentenvereins Askania im KV. 1931 promovierte er in Bonn bei Paul Clemen. Seine Dissertation hatte den Titel „Charles Hoguet, ein Beitrag zur Berliner Kunstgeschichte.“
Von 1932 bis 1936 war er Lehrer an der privaten Modeschule „Der Sturm“ von Herwarth Walden und Richard Dillenz in Berlin, bis sie von den Nazis geschlossen wurde. Danach war er freischaffend tätig. Im Jahr 1932 schuf er sein erstes Putzmosaik in der Apsis der Kirche St. Adalbert in Berlin, 1935 sein erstes Glasfenster in Berlin-Siemensstadt. Ab dieser Zeit erhielt er bis 1944 regelmäßige Aufträge für Glasfenster (Berlin-Karlshorst, Herz Jesu, Jüterbog, Gleiwitz u. a.). 1942 schuf er einen Fensterzyklus, bestehend aus einem Chorfenster, zwölf Fenstern für das Kirchenschiff sowie zwei Fenstern für die Taufkapelle in der katholischen Kirche Sankt Bonifatius in Bad Belzig im Hohen Fläming. Im gleichen Jahr entstand ein monumentales Apsismosaik für die katholische Kirche St. Antonius in Potsdam-Babelsberg. In die Darstellung der Anbetung des Lammes aus der Offenbarung des Johannes stellte er unter den anbetenden Ältesten bewusst Menschen dar, die dem Rasseideal der Nationalsozialisten widersprachen.
Im Jahr 1935 heiratete Lammers Annelise Hans (1908–2010). 
Im August 1944 wurde er zur Wehrmacht eingezogen. Bei Kriegsende geriet er in Dänemark in englische Gefangenschaft. Er wurde im August 1945 entlassen und ging nach Werl in Westfalen. Dort malte er Pastellporträts für Lebensmittel, hielt Vorträge und gab Unterricht in Kunstgeschichte an Schulen. Er schuf Glasfenster in Werl und Unna, ab 1952 erhielt er wieder regelmäßige Aufträge. 1956 baute er einen Atelierraum in Werl. Im Laufe der nächsten 30 Jahre schuf er Glasfenster und Mosaiken für Kirchen, Schulen, Gemeinden, Unternehmen und Private an etwa 70 Orten des In- und Auslandes. 1973 übersiedelte er nach Piesenkam in Oberbayern.

## Ausstellungen
- Herbst 1930/1931 und 1933: Berliner Sezession
- November 1932: Galerie Gurlitt in Berlin
- 1973: Gesamtausstellung in Werl
- 1990: Städtisches Museum Haus Rykenberg in Werl, mit Gemälden, Zeichnungen und Glasfensterentwürfen von 1973 bis 1989
- 1998: Gedächtnisausstellung zum 90. Geburtstag, in der Sparkasse und in der Propsteikirche in Werl